# Chilocarpus conspicuus
Chilocarpus conspicuus là một loài thực vật có hoa trong họ La bố ma. Loài này được (Steenis) Markgr. mô tả khoa học đầu tiên năm 1971.